# Przewlekły ból odbytu
Przewlekły ból odbytu (zespół dźwigaczy odbytu, kurcz dźwigaczy, zespół mięśnia łonowo-odbytniczego, zespół mięśnia gruszkowatego, bolesne napięcie mięśni miednicy) – zaburzenie czynnościowe przewodu pokarmowego objawiające się występującym głównie w pozycji siedzącej tępym bólem lub wrażeniem ucisku umiejscowionym w górnej części odbytnicy.

## Historia
Po raz pierwszy zespół dźwigaczy odbytu opisał Simpson w 1859. W 1936 po publikacji Thielego zaczęto łączyć objawy zaburzenia ze skurczem mięśni. W 1964 Wasserman, a następnie w 1968 Wallace i Madden powiązali dolegliwości bólowe ze skurczem mięśnia dźwigacza odbytu.

## Epidemiologia
Zespół dźwigaczy odbytu występuje pięciokrotnie częściej u kobiet, zwykle po ukończeniu 30. roku życia.

## Etiopatogeneza
Za prawdopodobną przyczynę zespołu dźwigaczy odbytu uważa się nadmierną kurczliwość mięśni dna miednicy, a szczególnie łonowo-odbytniczej części mięśnia dźwigacza odbytu. W piśmiennictwie można znaleźć pogląd, że zespół dźwigaczy odbytu może mieć związek z zaburzeniami nastroju. Ponadto przewlekłym czynnościowym zaburzeniom bólowym odbytu sprzyja siedzący tryb życia, częsta i długotrwała jazda samochodem, przebyte porody, zabiegi operacyjne (zwłaszcza przednia niska resekcja odbytnicy) oraz urazy miednicy. Dokładna etiologia i patofizjologia przewlekłego bólu odbytu nie została jednak dotychczas poznana.

## Objawy
Pacjenci skarżą się na tępy ból zlokalizowany w odbytnicy, nasilający się w pozycji siedzącej i w ponad połowie przypadków lokalizujący się po lewej stronie. Ból może promieniować do kości krzyżowej, pośladka albo uda. Chorzy często określają dolegliwość jako uczucie rozpierania, obecności "piłki w odbytnicy". Dolegliwościom bólowym może towarzyszyć zaparcie albo nietrzymanie stolca o charakterze czynnościowym.

## Kryteria rozpoznania
Według kryteriów rzymskich III z 2006 roku przewlekły ból odbytu dzieli się na podstawie badania per rectum na:
- zespół dźwigaczy odbytu
- nieokreślony czynnościowy ból odbytu i odbytnicy

W wielu opracowaniach podział ten nie jest jeszcze uwzględniony i zespół dźwigaczy odbytu należy w nich rozumieć jako synonim przewlekłego bólu odbytu.

### Rozpoznanie według kryteriów rzymskich III
Początek objawów musi występować co najmniej 6 miesięcy przed postawieniem diagnozy. Konieczne jest spełnienie wszystkich poniższych warunków przez co najmniej ostatnie 3 miesiące:
1. Ból w okolicy odbytnicy o charakterze przewlekłym lub nawracającym
2. Czas trwania incydentu bólowego wynoszący co najmniej 20 minut
3. Wykluczone inne przyczyny bólu odbytnicy: nieswoiste zapalenia jelit, niedokrwienie, szczelina odbytu, guzki krwawnicze, zapalenie krypt, ropień wewnątrzmięśniowy, zapalenie gruczołu krokowego, kokcygodynia (ból kości guzicznej)

Dodatkowo w przypadku zespołu dźwigaczy odbytu musi występować bolesność podczas pociągania ku tyłowi podczas badania per rectum mięśnia łonowo-odbytniczego. W przypadku niewystępowania takiej bolesności rozpoznaje się nieokreślony czynnościowy ból odbytu i odbytnicy.

## Badania dodatkowe
W badaniu manometrycznym może występować zwiększone napięcie zwieraczy odbytu.

## Leczenie
W leczeniu przewlekłego bólu odbytu próbowano stosować wiele różnych metod, nie potwierdzono jednak skuteczności żadnej z nich w badaniu z grupą kontrolną. Stosowano między innymi leki zmniejszające napięcie mięśni, stymulację elektrogalwaniczną, biofeedback, masaż mięśni dźwigaczy odbytu, gorące kąpiele. W piśmiennictwie przedstawiono wynik badania, w którym stwierdzono skuteczność toksyny botulinowej w leczeniu przewlekłego bólu odbytu, choć inne źródła tej skuteczności zaprzeczają. W terapii nie zaleca się postępowania operacyjnego.